# Santiago Gentiletti
Santiago Juan Gentiletti Selak (Gödeken, 9 gennaio 1985) è un ex calciatore argentino, di ruolo difensore.
È soprannominato El Chueco  (in lingua italiana Lo Storto), soprannome che gli è stato affibbiato sin da piccolo.

## Caratteristiche tecniche
Difensore centrale molto energico che dà il meglio di sé in fase di marcatura. Non troppo veloce, usa spesso l'anticipo e il corpo a corpo per strappare la palla agli avversari. Essendo un mancino naturale può giocare sia in una difesa a quattro o come centrale di sinistra di una linea a tre.

## Carriera

### Club

#### Gimnasia La Plata
Inizia la propria carriera nelle trafile del club argentino del Gimnasia La Plata, con il quale, prima aver compiuto tutto il percorso con le formazioni giovanili del club, esordisce il 9 aprile 2005 nella vittoria per 4-2 contro il Vélez Sarsfield. Conclude la sua prima stagione da professionista con 5 presenze all'attivo.
Nella seconda stagione, con il Gimnasia LP, firma la sua prima marcatura, da professionista, in occasione della vittoria per 3-0 contro il San Lorenzo; Gentiletti firma la seconda rete al 34º minuto. Con il Gimnasia disputa 57 partite dove mette a segno una sola rete.

#### Provincial Osorno e O'Higgins
Nel 2008 viene ceduto in prestito al club cileno del Provincial Osorno con il quale gioca appena 8 partite e siglando un gol. L'anno successivo viene ceduto, nuovamente in prestito, all'O'Higgins, club cileno con il quale gioca 31 partite dove mette a segno un gol.

#### Argentinos Juniors e il prestito al Brest
Nel gennaio del 2010 passa agli argentini dell'Argentinos Juniors. Esordisce il 16 febbraio 2010 nel pareggio per 1-1, partita in cui viene anche ammonito, contro il Newell's Old Boys. Il 28 febbraio successivo mette a segno anche la sua prima rete con la nuova maglia, in occasione della sconfitta interna per 2-1 contro il Godoy Cruz. Il 16 maggio 2010 vince il suo primo campionato, titolo che mancava al club da 25 anni. Conclude la prima stagione con l'Argentinos JR con 16 presenze e 1 gol.
Dopo due stagioni con l'Argentinos Juniors, dove totalizza 58 presenze e 2 gol decide di trasferirsi nel vecchio continente venendo ceduto, in prestito, ai francesi del Brest. Il 13 agosto 2011, esordisce con la maglia del club francese nel pareggio esterno, per 0-0, contro il Valenciennes. Il 17 settembre successivo, sigla la sua prima rete in terra europea; firmando il 2-2 finale contro il Montpellier. L'11 febbraio 2012 torna al gol firmando, nei minuti di recupero, l'1-1 finale contro il Digione. La stagione non è esaltante poiché il Brest ottiene la salvezza con 3 punti di vantaggio sul diciottesimo posto in classifica, infatti il club francese decide di non riscattare il difensore argentino che fa ritorno in patria.

#### San Lorenzo
Il San Lorenzo decide di acquistarlo e di puntare su di lui, di fatti diviene subito il titolare inamovibile. Esordisce il 9 settembre 2012 nella vittoria interna per 2-1 contro il Colón de Santa Fe; subentrando, al 90º minuto, a Ignacio Piatti. Il primo gol con la nuova maglia arriva il 23 febbraio 2013 nel pareggio esterno, per 1-1, contro l'Estudiantes. Conclude la prima stagione con 30 presenze e 1 gol.
Il 15 dicembre 2013 vince il suo secondo campionato argentino, con il San Lorenzo che non vinceva il titolo dal 2007. L'8 maggio 2014 mette a segno l'unica rete nei quarti di finale, di Coppa Libertadores, contro i brasiliani del Cruzeiro; tale risultato, insieme al pareggio per 1-1 della partita di ritorno, permette al club del San Lorenzo di volare in semifinale. Il 13 agosto 2014 vince la sua prima Coppa Libertadores, primo trofeo anche per il San Lorenzo, ai danni dei paraguaiani del Club Nacional. Lascia il San Lorenzo, per tornare in Europa e giocare con il club italiano della Lazio, dopo 73 presenze e 3 gol.

#### Lazio
Il 21 agosto 2014 viene acquistato dalla Lazio pagando la clausola rescissoria di 2,5 milioni di euro. Esordisce il 14 settembre successivo in occasione della vittoria casalinga, per 3-0, contro il Cesena. Scende in campo anche in occasione della partita successiva contro il Genoa, partita persa per 1-0, in cui subisce un grave infortunio che lo tiene fuori dai campi per circa 6 mesi. Segna il suo primo gol con la maglia biancoceleste tornando in campo da titolare, 237 giorni dopo l'infortunio, proprio al Ferraris di Genova regalando alla sua squadra la vittoria per 0-1 contro la Sampdoria. Il 20 maggio 2015 perde la finale di Coppa Italia dove la Lazio viene sconfitta dalla Juventus per 2-1. Conclude la prima stagione in Italia totalizzando 6 presenze dove mette a segno 1 rete.
La seconda stagione si apre l'8 agosto 2015, giocando da titolare e perdendo la Supercoppa italiana 2015, per 2-0, contro i Campioni d'Italia della Juventus. Il 18 agosto successivo disputa la sua prima partita in Champions League in occasione del turno preliminare, vinto per 1-0, contro i tedeschi del Bayer Leverkusen. Chiude la stagione con un bottino di 27 presenze.

#### Genoa
Il 18 luglio 2016 viene ufficializzato il suo trasferimento, a titolo definitivo, al Genoa per una cifra vicina ai 500.000 euro.
Le sue prestazioni però non convincono prima Juric e poi Ballardini tanto da collezionare in un anno e mezzo appena 19 presenze in campionato. A febbraio 2018 viene messo fuori rosa.

#### Albacete
Il 30 agosto 2018 il difensore argentino viene ingaggiato dal club spagnolo dell'Albacete, formazione di Segunda División.

#### Ritorno in patria con il Newell's Old Boys e ritiro
Il 25 giugno 2019, il difensore argentino torna in patria dopo 5 anni, firmando per il Newell's Old Boys.
Dopo esser stato infortunato per quasi un anno, Gentiletti ha deciso di ritirarsi dal calcio giocato il 12 luglio 2021.

## Statistiche

### Presenze e reti nei club
Statistiche aggiornate al 16 marzo 2020.
| Stagione                  | Squadra                   | Campionato                | Campionato | Campionato | Coppe nazionali | Coppe nazionali | Coppe nazionali | Coppe continentali | Coppe continentali | Coppe continentali | Altre coppe | Altre coppe | Altre coppe | Totale | Totale |
| Stagione                  | Squadra                   | Comp                      | Pres       | Reti       | Comp            | Pres            | Reti            | Comp               | Pres               | Reti               | Comp        | Pres        | Reti        | Pres   | Reti   |
| ------------------------- | ------------------------- | ------------------------- | ---------- | ---------- | --------------- | --------------- | --------------- | ------------------ | ------------------ | ------------------ | ----------- | ----------- | ----------- | ------ | ------ |
| 2004-2005                 | Gimnasia (LP)             | PD                        | 5          | 0          | -               | -               | -               | -                  | -                  | -                  | -           | -           | -           | 5      | 0      |
| 2005-2006                 | Gimnasia (LP)             | PD                        | 14         | 1          | -               | -               | -               | -                  | -                  | -                  | -           | -           | -           | 14     | 1      |
| 2006-2007                 | Gimnasia (LP)             | PD                        | 21         | 0          | -               | -               | -               | CS+CL              | 0+4                | 0+0                | -           | -           | -           | 25     | 0      |
| 2007-2008                 | Gimnasia (LP)             | PD                        | 13         | 0          | -               | -               | -               | -                  | -                  | -                  | -           | -           | -           | 13     | 0      |
| Totale Gimnasia La Plata  | Totale Gimnasia La Plata  | Totale Gimnasia La Plata  | 53         | 1          |                 | -               | -               |                    | 4                  | 0                  |             | -           | -           | 57     | 1      |
| 2008                      | Osorno                    | PD                        | 6          | 0          | CC              | 2               | 1               | -                  | -                  | -                  | -           | -           | -           | 8      | 1      |
| 2009                      | O'Higgins                 | PD                        | 30         | 0          | CC              | 1               | 1               | -                  | -                  | -                  | -           | -           | -           | 31     | 1      |
| gen.-giu. 2010            | Argentinos Juniors        | PD                        | 16         | 1          | -               | -               | -               | -                  | -                  | -                  | -           | -           | -           | 16     | 1      |
| 2010-2011                 | Argentinos Juniors        | PD                        | 34         | 1          | -               | -               | -               | CS+CL              | 2+6                | 0+0                | -           | -           | -           | 42     | 1      |
| Totale Argentinos Juniors | Totale Argentinos Juniors | Totale Argentinos Juniors | 50         | 2          |                 | -               | -               |                    | 8                  | 0                  |             | -           | -           | 58     | 2      |
| 2011-2012                 | Brest                     | L1                        | 15         | 2          | CF+CdL          | 1+1             | 0+0             | -                  | -                  | -                  | -           | -           | -           | 17     | 2      |
| 2012-2013                 | San Lorenzo               | PD                        | 25         | 1          | CA              | 5               | 0               | -                  | -                  | -                  | -           | -           | -           | 30     | 1      |
| 2013-2014                 | San Lorenzo               | PD                        | 26         | 1          | CA              | 1               | 0               | CS+CL              | 2+14               | 0+1                | -           | -           | -           | 43     | 2      |
| Totale San Lorenzo        | Totale San Lorenzo        | Totale San Lorenzo        | 51         | 2          |                 | 6               | 0               |                    | 16                 | 1                  | -           | -           | -           | 73     | 3      |
| 2014-2015                 | Lazio                     | A                         | 5          | 1          | CI              | 1               | 0               | -                  | -                  | -                  | -           | -           | -           | 6      | 1      |
| 2015-2016                 | Lazio                     | A                         | 19         | 0          | CI              | 0               | 0               | UCL+UEL            | 2+5                | 0+0                | SI          | 1           | 0           | 27     | 0      |
| Totale Lazio              | Totale Lazio              | Totale Lazio              | 24         | 1          |                 | 1               | 0               |                    | 7                  | 0                  |             | 1           | 0           | 33     | 1      |
| 2016-2017                 | Genoa                     | A                         | 15         | 0          | CI              | 2               | 0               | -                  | -                  | -                  | -           | -           | -           | 17     | 0      |
| 2017-2018                 | Genoa                     | A                         | 4          | 0          | CI              | 3               | 0               | -                  | -                  | -                  | -           | -           | -           | 7      | 0      |
| Totale Genoa              | Totale Genoa              | Totale Genoa              | 19         | 0          |                 | 5               | 0               |                    |                    |                    |             |             |             | 24     | 0      |
| 2018-2019                 | Albacete                  | SD                        | 29+2       | 0          | CR              | 0               | 0               | -                  | -                  | -                  | -           | -           | -           | 31     | 0      |
| 2019-2020                 | Newell's Old Boys         | PD                        | 22         | 0          | CS              | 1               | 0               | -                  | -                  | -                  | -           | -           | -           | 23     | 0      |
| Totale carriera           | Totale carriera           | Totale carriera           | 299        | 8          |                 | 18              | 2               |                    | 35                 | 1                  |             | 1           | 0           | 353    | 11     |

## Palmarès

### Club

#### Competizioni nazionali
- Campionato argentino: 2

Argentinos Juniors: Clausura 2010
San Lorenzo: Inicial 2013

#### Competizioni internazionali
- Coppa Libertadores: 1

San Lorenzo: 2014